# المنيع
المنيع ( مارك جرايسون ) هو بطل خارق في صورة الكون أنشأه الكاتب روبرت كيركمان والفنان كوري ووكر ، رسمه حاليًا رايان أوتلي . ظهر المنيع لأول مرة في معاينة كجزء من التنين المتوحش # 102 (أغسطس 2002 )
المنبع هو ابن أومني مان ، بطل خارق خارج كوكب الأرض من سباق فيلترومايت. ورث المنيع مجموعة كاملة من القوى الخارقة لوالده ، وقد أقسم على حماية الأرض . عندما كان مراهقًا ، واجه صعوبة في التكيف مع قواه المكتشفة حديثًا والتكيف مع حقيقة أصوله. تم تأدية صوت المنيع بواسطة باتريك كافانو في المسلسل الكوميدي للحركة لعام 2008 ، وبواسطة ستيفن يون في المسلسل التلفزيوني لعام 2021.

## في وسائل الإعلام الأخرى

### موشن كوميكس
تم تأدية الصوت بواسطة مارك جرايسون / إنفينسيبل بواسطة باتريك كافانو في تعديل هزلي عام 2008 للمسلسل ، تم إنشاؤه بواسطة مشاريع الكسب باستخدام عملية يومي اكس اكس والبث على ام تي في 2  ويمكن تنزيله على الهواتف المحمولة ، من أي تونز ،  وأمازون .

### مسلسلات تلفزيونية
في 31 كانون الثاني (يناير) 2019 ، أُعلن أن ستيفن يون قد تم اختياره باعتباره صوت مارك جرايسون / لا يقهر في المسلسل التلفزيوني المتدفق عبر أمازون برايم فيديو الذي يحمل نفس الاسم ، مع تكييف أحداث مماثلة من المسلسل الهزلي. مع مشاركة روكن كجزء من فريق الممثلين ، لكن هو و غولدبرغ غير مستعدين لتوجيه / كتابة / إنتاج المسلسل. تم عرض أول موسم له في 26 مارس 2021.

## روابط خارجية
- المنيع في صور كومكس
- المنيع في كرمة هزلية